# Ranunculus micronivalis
Ranunculus micronivalis Hand.-Mazz. – gatunek rośliny z rodziny jaskrowatych (Ranunculaceae Juss.). Występuje endemicznie w Chinach – we wschodniej części Syczuanu oraz w północno-wschodnim Junnanie. 

## Morfologia
PokrójBylina o lekko owłosionych pędach. Dorasta do 5 cm wysokości.
LiścieSą trójdzielne. Mają pięciokątny kształt. Mierzą 0,5 cm długości oraz 0,5 cm szerokości. Nasada liścia ma sercowaty kształt. Ogonek liściowy jest nagi i ma 0,5–2,5 cm długości.
KwiatySą pojedyncze. Pojawiają się na szczytach pędów. Mają żółtą barwę. Dorastają do 6–8 mm średnicy. Mają 5 eliptycznych działek kielicha, które dorastają do 2–3 mm długości. Mają 5 eliptycznych płatków o długości 4–5 mm.

## Biologia i ekologia
Rośnie na łąkach i trawiastych zboczach. Występuje na wysokości od 3700 do 4800 m n.p.m. Kwitnie od lipca do sierpnia. 